# Berosus infuscatus
Berosus infuscatus – gatunek chrząszcza z rodziny kałużnicowatych i podrodziny Hydrophilinae.
Gatunek ten opisany został w 1855 roku przez Johna Lawrence'a LeConte, który jako miejsce typowe wskazał „środkowe i południowe Stany, np. Nowy Orlean”.
Chrząszcz o ciele długości od 5,5 do 6 mm. Głowa i przedplecze wyraźnie siateczkowato mikrorzeźbione, ta pierwsza metalicznie czarna z jaśniejszym przednim brzegiem nadustka, to drugie jasne z parą podłużnych, ciemnych, plamek środkowych, położonych blisko siebie. Brązowawe z ciemniejszymi, nieregularnymi plamkami pokrywy mają wierzchołki zaokrąglone, bez ząbków. Śródpiersie z blaszkowatym wyrostkiem o dużym, skierowanym w tył zębie przednim. Na piątym widocznym sternicie odwłoka prostokątne wycięcie z dwoma ostrymi ząbkami środkowymi, a na pierwszym widocznym sternicie podłużny położony między biodrami tylnych odnóży. Nieco krótszy od przedwierzchołkowo falistych na bocznym brzegu paramer edeagus jest łukowaty w widoku bocznym.
Owad północnoamerykański, związany głównie z wodami brachicznymi. W Stanach Zjednoczonych podawany z Alabamy, Arkansas, Florydy, Georgii, Illinois, Indiany, Luizjany, Missisipi, Missouri, Karoliny Północnej, Teksasu i Wisconsin. Na Kubie znany z prowincji Pinar del Río, Isla de la Juventud, Camagüey i Guantánamo, Granma i Las Tunas. Ponadto znany z Meksyku.